# Gentiane des Pyrénées
Gentiana pyrenaica
Espèce
Classification APG III (2009)
Synonymes
- Holubogentia pyrenaica
- Gentiana dshimilensis
- Gentiana laciniata
- Diploma pyrenaica
- Lexipyretum pyrenaicum
- Hippion pyrenaicum
- Ericala pyrenaica
- Ericoila pyrenaica

La Gentiane des Pyrénées (Gentiana pyrenaica) est une espèce de plantes herbacées de la famille des Gentianacées. On la retrouve dans les pâturages humides montagnards, de 1 200 à 2 800 m d’altitude. C'est une espèce naine ne mesurant pas plus de 10 cm de haut.

## Description générale

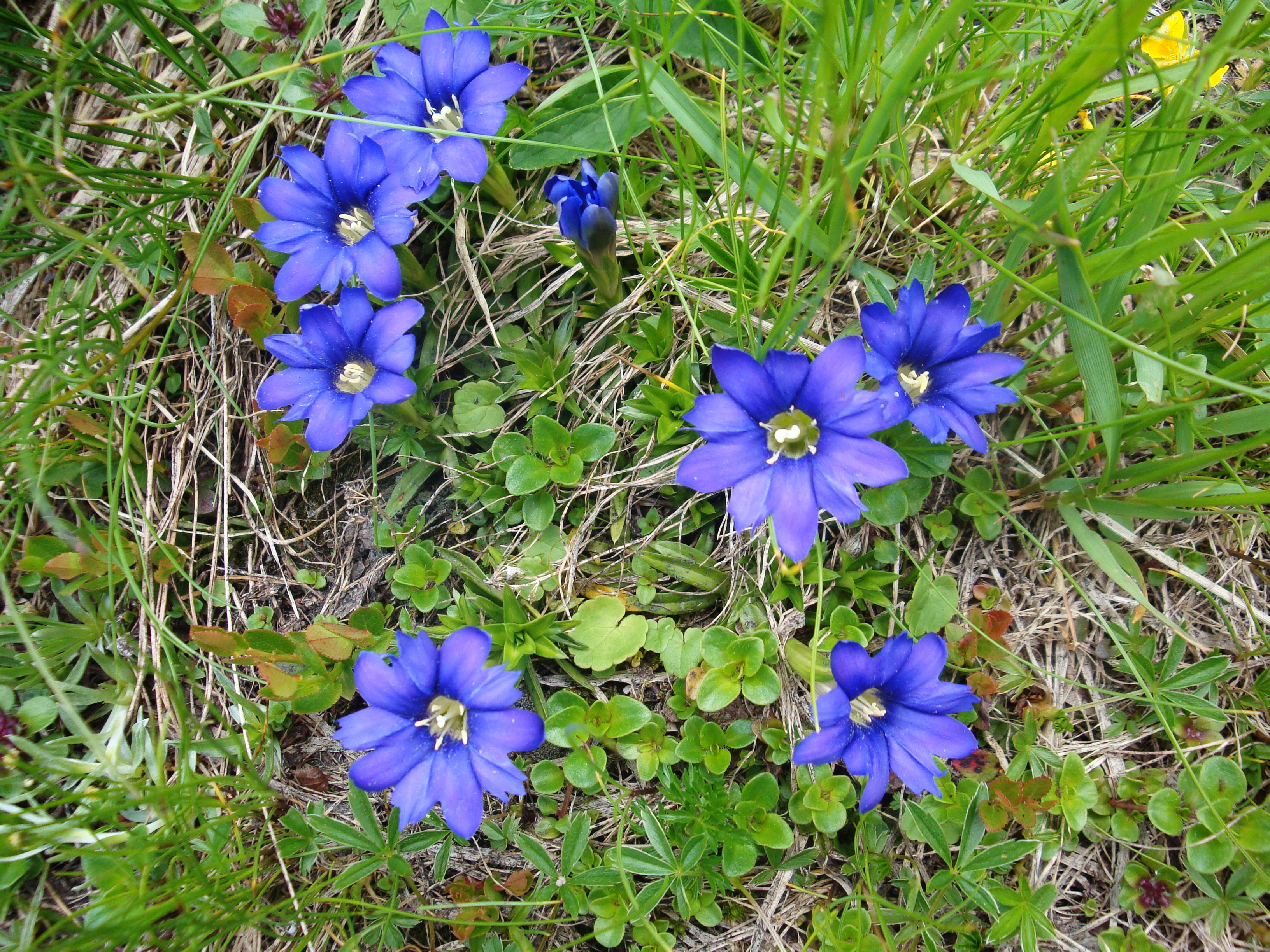
Gentiana laciniata (synonyme)

### Appareil végétatif
Gentiana pyrenaica est une plante vivace gazonnante de 3 à 10 cm de haut avec de nombreuses petites feuilles dures. Les feuilles sont étroitement lancéolées, voire linéaires, possèdent une extrémité pointue (mucronées) et des bords scabreux. Les feuilles sont par paire, embrassant une tige glabre, ascendante pour les tiges florifères et étalée pour les tiges stériles. La racine possède une souche courte,.

### Appareil reproducteur
Les fleurs, de couleur bleu-violet, sont solitaires et brièvement pédonculées. En forme d’entonnoir de 25 à 40 mm, elles possèdent 10 lobes inégaux, bien que les lobes intermédiaires soient presque aussi grands que les lobes principaux. Les lobes principaux au nombre de 5 sont ovales obtus alors que les 5 lobes intermédiaires sont plus petits et dentés. Le calice est deux fois plus court que la corolle et possède des lobes lancéolés,,,.
Le fruit se présente sous la forme d’une capsule elliptique de 2 à 3 centimètres de long, avec deux valves formant une loge qui contient un grand nombre de graines,.

## Écologie

### Distribution
Gentiana pyrenaica est une plante eurasiatique centre ouest, dont les Pyrénées marquent la limite nord-ouest de son aire de répartition. Dès lors, on peut la retrouver dans les Pyrénées Orientales, en Ariège, dans l’Aude, en Andorre, en Catalogne, dans les Carpates et le Caucase,.

### Habitat
Gentiana pyrenaica se retrouve principalement dans les prairies humides et les pâturages tourbeux, mais on peut également la trouver sur des pelouses après la fonte des neiges. Elle se trouve dans les milieux montagneux de l’étage montagnard à l’étage alpin, de 1 200 m à 2 800 m,,.

### Cycle de vie
La gentiane des Pyrénées est une plante vivace, dont la floraison a lieu de juin à septembre. C’est une plante avec des fleurs hermaphrodites protandres, les cellules reproductrices mâles sont matures 3 à 4 jours avant les cellules reproductrices femelles, ce qui favorise la fécondation croisée,,,. Cependant, des études ont montré que la pollinisation entomogame est relativement faible,. Ceci laisse à penser que G. pyrenaica est capable de réaliser une autopollinisation spontanée partielle lorsqu’il n’y a pas eu de la pollinisation croisée,.
La multiplication végétative est également possible chez G. pyrenaica, grâce à des stolons,.
Lorsque la température et la luminosité baissent (p.ex. : la nuit), les fleurs se ferment assez rapidement (en environ 15 minutes) pour protéger les appareils reproducteurs, aussi bien mâle que femelle, ce qui donne à la fleur une apparence de bourgeon. Une fois les conditions de lumière et de température à nouveau optimales (le jour) les fleurs se rouvrent pour permettre la pollinisation.
Les graines de G. pyrenaica possèdent une longue période de maturation (entre 30 et 40 jours).
La gentiane des Pyrénées est une espèce barochore : une fois formée, les graines sont libérées de la capsule et disséminées sous l’action de la gravité. Cette méthode de dissémination permet aux graines de se retrouver sur un bon substrat pour leur croissance, mais cela empêche la dissémination sur de longues distances.
En fonction du milieu dans lequel elle se trouve, G. pyrenaica produit plus ou moins de graines. Le nombre de graines produites au mètre carré peut aller d’une centaine pour les communautés vivant sur des prairies de G. gymnocaulon et de H. caucasicum à plus de 700 graines au mètre carré pour les communautés des landes de lichens alpins. En moyenne, le poids des graines est de 6 mg/100 graines.

### Interaction avec d’autres organismes
La gentiane des Pyrénées est une plante qui ne subit qu’une faible activité des pollinisateurs, ce qui explique son faible taux de pollinisation entomogame. Cependant, quelques pollinisateurs viennent malgré tout sur ses fleurs, parmi eux, les plus fréquents sont les mouches,.
En plus de la pourriture et de la maladie de la rouille dont G. pyrenaica peut être affectée, elle subit également une prédation par des herbivores comme les limaces, les escargots, les pucerons, ou encore l’araignée rouge.

### Protection
Bien que Gentiana pyrenaica soit une plante assez rare sur son aire de répartition, elle ne fait l’objet d’aucun statut de protection selon la liste rouge de l’Union Internationale pour la Conservation de la Nature (UICN).